# Vignot
Vignot – miejscowość i gmina we Francji, w regionie Grand Est, w departamencie Moza.
Według danych na rok 1990 gminę zamieszkiwały 1283 osoby, a gęstość zaludnienia wynosiła 80 osób/km² (wśród 2335 gmin Lotaryngii Vignot plasuje się na 306. miejscu pod względem liczby ludności, natomiast pod względem powierzchni na miejscu 300.).